# Santa Catalina (Bolívar)
Santa Catalina es un municipio colombiano, ubicado en el Departamento de Bolívar a 44 km al noreste de Cartagena de Indias. Es, junto a Cartagena de Indias, el único municipio del departamento que tiene frente costero.

## Datos básicos
El municipio de Santa Catalina, se encuentra ubicado en la región litoral Caribe del departamento de Bolívar y en la zona de influencia del Canal del Dique, limita al norte y al oriente con los municipios de Piojó y Luruaco, en el Departamento de Atlántico, al occidente con el Mar Caribe y Cartagena de Indias, y al sur con los municipios de Clemencia y Villanueva. Tiene una altura de 20 m s. n. m., dentro de una región predominantemente llana y una extensión de 153 km². Según el censo de 2005 tiene 12.058 habitantes.

## División Político-Administrativa
Además de su Cabecera municipal. Santa Catalina tiene bajo su jurisdicción los siguientes Centros poblados:
- Colorado
- El Hobo
- Galerazamba
- Loma de Arena
- Pueblo Nuevo

## Historia
La región costera de Santa Catalina fue explorada por Alonso de Ojeda y Diego de Nicuesa entre 1509 y 1510. Ambos coincidieron en que era el lugar más apropiado para la fundación de una ciudad en tierra firme, tanto por el puerto natural que brindaba la ensenada de Galerazamba como por la abundancia de agua dulce. En esos años, la ensenada estaba habitada por indios caribes dirigidos por el cacique ZAMBA; Nicuesa al internarse en su territorio trabó cruel batalla con este cacique raptándole una de sus hijas, La india Catalina, a quien llevaría a Santo Domingo y luego serviría de intérprete de indígenas en posteriores expediciones.
No obstante, antes de proceder con la fundación formal de Cartagena de Indias, el conquistador Pedro de Heredia exploró la región norte de su provincia y llegó al pueblo del cacique ZAMBA, que en adelante sería llamado Zamba, en compañía de la India Catalina, quién por ser oriunda de esa región logró ganar la amistad de los indios para el adelantado. Los indios de Zamba recibieron a Heredia con muestras de agradecimiento. Pensó fundar allí la ciudad pero se dio cuenta de que el puerto natural tenía poco calado. en 1541, el pueblo de zamba fue organizado en Encomienda.
A pesar de que el pueblo de Zamba, actual corregimiento de Galerazamba, ya existía desde la época precolombina, el pueblo de Santa Catalina, un poco más alejado del mar, fue fundado con el decreto firmado por Sebastián de Eslava, virrey de la Nueva Granada, el 2 de julio de 1744, cuando ordenó ubicar a los vecinos de sitios libres en el sitio Santa Catalina para lo cual autorizó la construcción de una Iglesia, Cementerio, Sacristía, Casa Cural, Plaza y Cárcel; obligando a los vecinos libres que habitaban en los lugares de Zamba, Palmarito, Pajonal, Caracoli, Sábalos y Santa Cruz, a trasladarse a vivir en la nueva población de Santa Catalina de Alejandría, nombre en honor a al imagen de Santa Catalina de Alejandría. Ya en 1777 el naciente pueblo fue elevado a parroquia.

## Estructura organizacional municipal
| Santa Catalina | Santa Catalina | Santa Catalina             |
| Departamento   | Código DANE    | Categoría municipal (2023) |
| -------------- | -------------- | -------------------------- |
| Bolívar        | 13673          | Sexta                      |

- Personería: Es un centro del Ministerio Público de Colombia que ejerce, vigila y hace control sobre la gestión de las alcaldías y entes descentralizados; velan por la promoción y protección de los derechos humanos; vigilan el debido proceso, la conservación del medio ambiente, el patrimonio público y la prestación eficiente de los servicios públicos, garantizando a la ciudadanía la defensa de sus derechos e intereses.

- Concejo Municipal: Es la suprema autoridad política del municipio. En materia administrativa sus atribuciones son de carácter normativo. También le corresponde vigilar y hacer control político a la administración municipal. Se regulan por los reglamentos internos de la corporación en el marco de la Constitución Política Colombiana (artículo 313) y las leyes, en especial la Ley 136 de 1994 y la Ley 1551 de 2012.

Constituido por 11 concejales por un periodo de 4 años.
- Alcaldía Municipal: En esta se encuentra la administración municipal y las entidades descentralizadas del municipio.

El Alcalde se pronuncia mediante decretos y se desempeña como representante legal, judicial y extrajudicial del municipio. El actual Alcalde municipal es Arnaldo Beltrán Fontalvo (2024-2027), elegido por voto popular.
- JAL.

## Servicios públicos
- Energía Eléctrica: Afinia, del grupo EPM, es la empresa prestadora del servicio de energía eléctrica.
- Gas Natural: Surtigas es la empresa distribuidora y comercializadora de gas natural en el municipio.

## Personas destacadas
- La India Catalina, intérprete indígena durante la conquista del norte de Colombia, es símbolo de la americanidad.